# Правый Вызит
Правый Вызит — река на полуострове Камчатка в России.
Длина реки — 27 км. Впадает в реку Камчатка слева на расстоянии 621 км от устья.
По данным государственного водного реестра России относится к Анадыро-Колымскому бассейновому округу.
Код водного объекта 19070000112120000013017.